# Ciochina
Ciochina es una comuna ubicada en el distrito de Ialomița, Rumania.

## Superficie
Cuenta con una superficie de 95,87 kilómetros cuadrados.

## Demografía
Hasta 2021 la población era de 2766 habitantes, con una densidad de población de 28,85 habitantes por kilómetro cuadrado.